# Aygedzor (Tavush)
Aygedzor es una localidad del raión de Taush, en la provincia de Tavush, Armenia, con una población censada en octubre de 2011 de 2044 habitantes. 
Se encuentra ubicada al este de la provincia, a poca distancia al norte del lago Seván y al oeste de la frontera con Azerbaiyán.